# Liste des boursiers Killam, par ordre alphabétique U
| Nom              | Année | Université         | Discipline |
| ---------------- | ----- | ------------------ | ---------- |
| Malcolm Urquhart | 1986  | Université Queen's | Économique |
| Malcolm Urquhart | 1975  | Université Queen's | Économique |
| Malcolm Urquhart | 1974  | Université Queen's | Économique |
| D. Usher         | 1971  | Université Queen's | Économique |